# فتح إفريقية (1311)
حدث فتح إفريقية عام 1311 عندما استعان الأمير الحفصي أبو يحيى زكرياء الأول بسلطان المماليك الناصر محمد بن قلاوون لاستعادة نفوذه بإفريقية.

## الخلفية
كان من أثر المركز السامي الذي تبوأته المماليك بين أمم العالم الإسلامي في عهد أسرة قلاوون، أن أصبح الملوك الشرقيون يخطبون ود سلاطينها ويستنجد بهم البعض لاستعادة ملكهم. فقدم الأمير أبو يحيى زكرياء الأول على الناصر محمد عام 711 هجريًا (1311 ميلاديًا) وطلب منه أن يرسل معه حملة لتعاونه على استعادة نفوذه بإفريقية، على أن يكون نائبًا له بهذه الإمارة؛ فجهز معه السلطان فريقًا من الجند.

## الأحداث
ولما وصل طرابلس (عاصمة ليبيا المُعاصرة) التف حوله جماعة من العربان والمغاربة؛ فاشتد بهم أزره، واستطاع أن يضم هذه المدينة إلى حوزته، ثم أقام فيها الخطبة للناصر محمد؛ وما لبث بعد ذلك أن تابع سيره إلى تونس على رأس العساكر المملوكية وظل يحاصر مدينة إفريقية، حتى تيسر له فتحها، ثم أشهد الأمير أبو البقاء خالد الناصر الأول – صاحب تونس – على نفسه بالخلع؛ وبذلك تيسر للأمير أبو زكرياء الأول أن يستعيد ملكه بتونس.